# Stern von Vergina

Der „Stern von Vergina“, wie er auf der 1978 gefundenen Larnax-Schatulle zu finden ist.

Der Stern von Vergina (griechisch Άστρο της Βεργίνας, mazedonisch Ѕвезда од Кутлеш), auch Sonne von Vergina (griechisch Ήλιος της Βεργίνας, mazedonisch Сонце од Кутлеш) genannt, ist ein meist sechzehnstrahliges Sonnensymbol. Der griechische Archäologe Manolis Andronikos (1919–1992) stellte die These auf, es sei „wahrscheinlich das königliche Emblem“ zur Zeit Philipps II. (382–336 v. Chr.) und Alexanders des Großen (356–323 v. Chr.), der Könige des antiken Makedonien aus der Argeaden-Dynastie. Das Symbol wird daher auch als Argeaden-Stern bzw. -Sonne bezeichnet. Nordmazedonien und Griechenland weisen ihm eine Bedeutung als nationales Symbol zu; in diesem Zusammenhang wird es auch „Makedonische Sonne“ genannt (griechisch Μακεδονικός ήλιος, mazedonisch Македонско Сонце). Mit dem „Prespa-Abkommen“ vom 17. Juni 2018 einigten sich beide Staaten auf die Entfernung des Sterns aus dem öffentlichen Raum auf dem gesamten Territorium der Republik Mazedonien.

## Archäologische Deutung

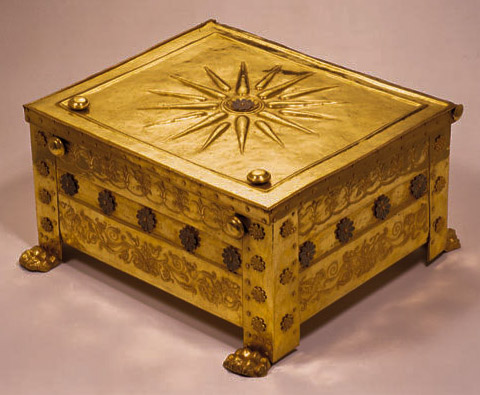
Der 1978 bei Ausgrabungen in Vergina gefundene „Goldene Larnax“ mit dem Sonnensymbol.

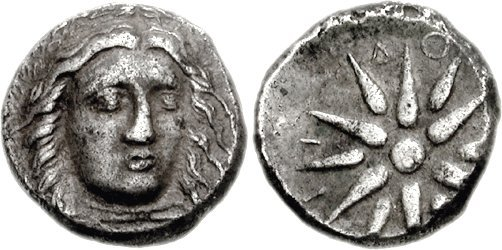
Zwölfstrahliges Sonnensymbol auf einer antiken Drachme aus dem 4. Jahrhundert vor Christus.

Am 8. November 1977 entdeckte der Archäologe Manolis Andronikos bei Vergina in der griechischen Region Makedonien ungeplünderte Herrschergräber. In einem Grab wurden 1978 zwei goldene Larnax-Schatullen mit Gebeinen gefunden. Die männlichen Gebeine in der größeren Larnax waren zusätzlich in einen purpurnen Umhang eingewickelt und es war ein Eichenblatt aus getriebenem Gold sowie eine Eichel-Krone beigelegt. Andronikos vermutete, dass das Grab wahrscheinlich Philipp II. gehörte. Diese Identifizierung ist jedoch umstritten.
Auf dem Deckel der großen Larnax des männlichen Herrschers ist das sechzehnstrahlige Symbol abgebildet. Auf dem Deckel der einer Witwe zugeschriebenen kleinen Larnax ist ein ähnliches zwölfstrahliges Symbol abgebildet, das als Zeichen niedrigeren Ranges gedeutet werden kann. Daneben tauchen Reste des Sonnensymbols auf gefundenen Schilden und häufig auf hellenistischen Münzen auf. Die Deutung als „königliches Emblem“ wird von Andronikos mit der Häufung des Symbols im Zusammenhang mit diesem Grab begründet.
Erhebliche Zweifel an dieser Deutung bietet die weite Verbreitung ähnlicher Symbole mit verschiedener Anzahl von Strahlen sowohl in der griechischen sowie nichtgriechischen Kunst als einfache Verzierung. So taucht dieses Sonnensymbol unter anderem auch auf der Schulter eines Kriegers auf, der auf einer athenischen Grabstele abgebildet ist. Demnach sei nicht auszuschließen, dass der „Stern von Vergina“ nichts weiter als ein mehr oder weniger zufällig ausgewähltes Dekor eines Handwerkers ist.

## Verwendung und Flaggenstreit

Inoffizielle Flagge der griechischen Region Makedonien

Als 1987 die Regionen Griechenlands abgeschafft wurden (später wiedereingeführt), entwickelte sich eine Flagge zum identitätsstiftenden Zeichen der Griechischen Makedonier, die den „Stern von Vergina“ in Gold auf blauem Grund zeigt. Die Flagge erlangte nie offiziellen Status, da die griechische Regierung dies als separatistischen Schritt fehlinterpretierte. Sie gelangte jedoch auch in den amtlichen Gebrauch, z. B. benutzen zwei Einheiten der griechischen Streitkräfte das Symbol auf einem in ihrer Fahne abgebildeten Schild.

Flagge Mazedoniens (heute Nordmazedonien) 1992–1995

Der „Stern von Vergina“ war Bestandteil der ersten Flagge des Staates Mazedonien aus dem Jahr 1992, die von Griechenland nicht anerkannt wurde. Diese Flagge ging auf die Intervention der nationalistischen Diaspora in Übersee zurück und löste eine beispiellose Propagandaschlacht aus.
Im Februar 1993 erklärte das griechische Parlament den Stern von Vergina zum Symbol der griechischen Republik.
1994 verhängte Griechenland ein Handelsembargo gegen Mazedonien und schloss die Grenzen zum Nachbarstaat. 1995 beanspruchte Griechenland bei der Weltorganisation für geistiges Eigentum (WIPO) die exklusiven internationalen Rechte für den „Stern von Vergina“.
Im Spätsommer 1995 wurden beide Staaten in New York zu einer Übergangslösung gezwungen: Griechenland beendete das Embargo und akzeptierte das Akronym FYROM (Former Yugoslavian Republic of Macedonia) als Staatsnamen Mazedoniens. Mazedonien ersetzte den „Stern von Vergina“ in der Flagge durch eine achtstrahlige Sonne.

Logo der nationalistischen mazedonischen Zeitschrift Makedonsko Sonce mit dem „Stern von Vergina“.

Am 17. Juni 2018 unterzeichneten Griechenland und die Republik Mazedonien das „Prespa-Abkommen“, das die Entfernung der Vergina-Sonne aus dem öffentlichen Raum auf dem gesamten Territorium der Republik Mazedonien vorsieht. In einer Sitzung Anfang Juli 2019 kündigte die Regierung des mittlerweile in Nordmazedonien umbenannten Landes die vollständige Entfernung des Vergina-Sterns aus allen öffentlichen Bereichen, Institutionen und Denkmälern des Landes an, wobei die Frist für die Entfernung gemäß den Vereinbarungen des Prespa-Abkommens auf den 12. August 2019 festgelegt wurde.

## Sonstiges
Die griechische Post ELTA verausgabte 1979 und 1992 Briefmarken und die Bank von Griechenland prägte 1990 eine Münze mit dem „Stern von Vergina“.